# Gölenkamp

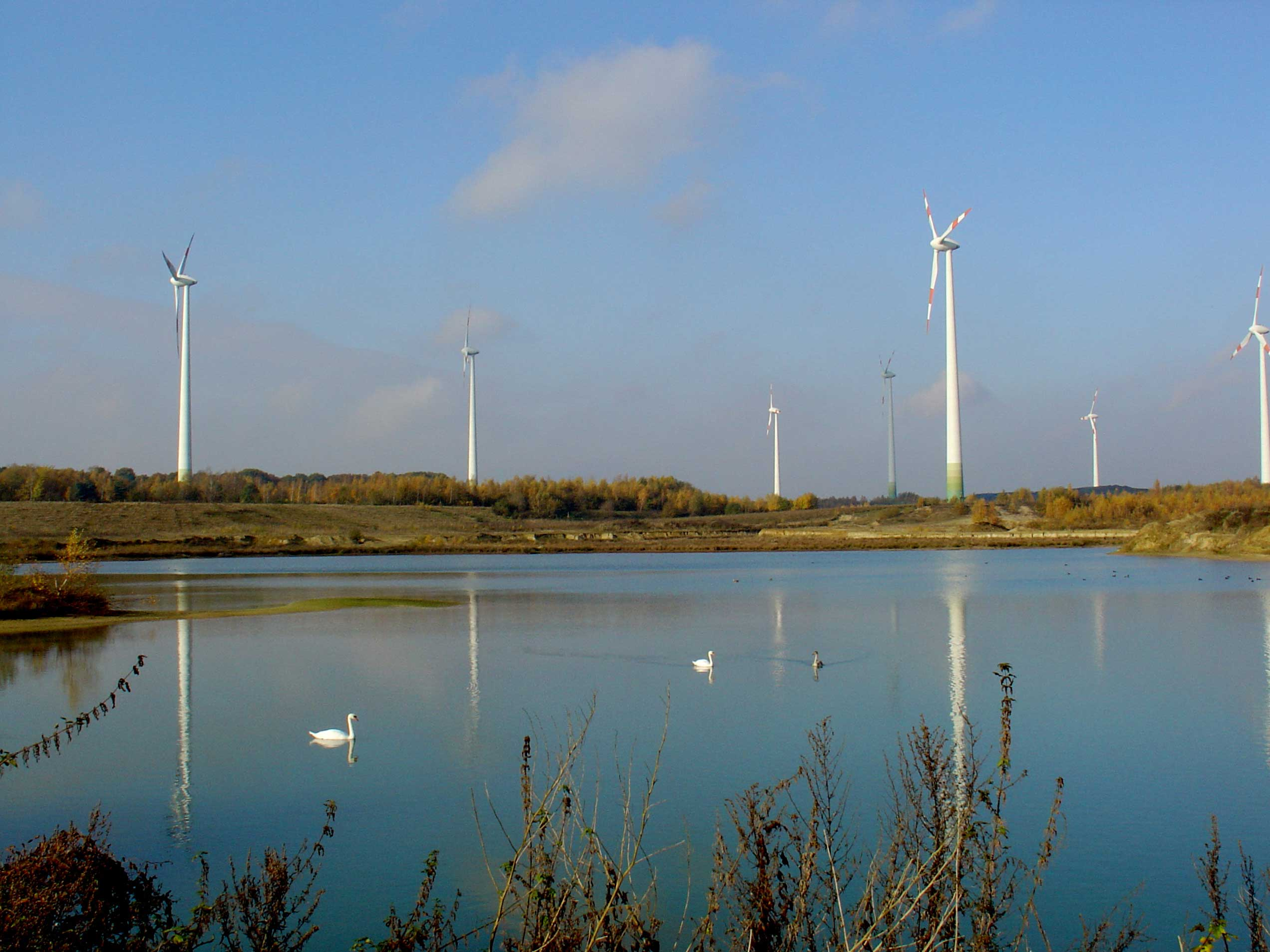
Zwischen Haftenkamp und Hardinghausen

Gölenkamp ist eine Gemeinde im Landkreis Grafschaft Bentheim in Niedersachsen. Die Gemeinde gehört der Samtgemeinde Uelsen an, die ihren Verwaltungssitz in der Gemeinde Uelsen hat.

## Geografie

### Geografische Lage
Gölenkamp liegt nordwestlich von Nordhorn unweit der niederländischen Grenze. Gölenkamp grenzt – im Norden beginnend im Uhrzeigersinn – an die Gemeinden Hoogstede, Esche, Neuenhaus, Uelsen und Wilsum.

### Gemeindegliederung
Die drei Ortsteile der Gemeinde sind:
- Gölenkamp
- Haftenkamp
- Hardinghausen

## Eingemeindungen
Am 1. April 1929 wurde die Gemeinde Hardinghausen, am 1. März 1974 die Gemeinde Haftenkamp eingegliedert.

## Politik

### Gemeinderat
Der Gölenkamper Gemeinderat setzt sich aus neun Ratsmitgliedern zusammen. Die Ratsmitglieder werden durch eine Kommunalwahl für jeweils fünf Jahre gewählt. Die aktuelle Amtszeit begann am 1. November 2021 und endet am 31. Oktober 2026.
| \| Partei \| 2021[3] \| 2016[4] \| \| ------------------------------------------------------- \| ------- \| ------- \| \| Wählergemeinschaft Gölenkampf (WGG) \| 5 \| 5 \| \| Wählergemeinschaft Haftenkamp (WGH) \| 3 \| 4 \| \| Einzelbewerber \| 1 \| – \| \| ____________________ Einzelbewerber 2021: Dieter Zegger \| \| \| | Gemeinderatswahl 2021Wahlbeteiligung: 75,71 % 706050403020100 51,2 % (−9,2 %p)39,6 % (± 0,0 %p)9,3 % (n. k. %p) WGGaWGHbUnabh.c20162021Anmerkungen:a WG Gölenkampb WG Haftenkampc Einzelbewerber Dieter Zegger |      |
| Partei | 2021 | 2016 |
| Wählergemeinschaft Gölenkampf (WGG) | 5 | 5    |
| Wählergemeinschaft Haftenkamp (WGH) | 3 | 4    |
| Einzelbewerber | 1 | –    |
| ____________________ Einzelbewerber 2021: Dieter Zegger | |      |

### Bürgermeister
Derzeitiger Bürgermeister Gölenkamps ist Arend Nordbeck, der im November 2021 gewählt wurde.

### Wappen
Blasonierung: „In Gold eine rote, dreilätzige Kirchenfahne mit drei Ringen, unter den seitlichen Lätzen begleitet von zwei roten Eicheln und belegt mit einem goldenen, unten gerundeten Becher, dessen Wandung mit Wülsten und Kugelreihen verziert ist.“
Begründung: Das Wappen der ortsansässigen Herren von Godelinchem aus dem 13./14. Jahrhundert zeigte eine Kirchenfahne mit drei Ringen ohne Stange. Der Becher symbolisiert einen Fund aus der Bronzezeit, welchen ein Bauer im Jahr 1840 beim Graben fand. Das vom Heraldiker Ulf-Dietrich Korn 1991 entworfene Wappen verbindet die Kirchenfahne aus dem Wappen der Herren von Godelinchem mit dem Gölenkamper Goldbecher. Die beiden Eicheln stehen für die Ortsteile Haftenkamp und Hardinghausen. Die Farben Rot und Gold sind die Wappenfarben der Grafen und Fürsten von Bentheim. Sie zeigen die Zugehörigkeit der Gemeinde zur ehemaligen Grafschaft und zum heutigen Landkreis Grafschaft Bentheim.

## Kultur und Sehenswürdigkeiten
Um Gölenkamp gibt es einige Hügelgräber aus der Bronzezeit. Im Gräberfeld am Spöllberg (Spielberg) wurde 1840 ein (früher) goldener Becher mit einer relativ großen Wandstärke gefunden.
kunstwegen

Im Rahmen des Projektes kunstwegen wurde 1999 um den Spöllberg eine 270 Meter lange Ankerkette gelegt. Die Ankerkette wurde mit großem Protest der Einwohner um den Spöllberg gelegt.

## Verkehr
Es besteht eine regelmäßige Rufbusanbindung der Verkehrsgemeinschaft Grafschaft Bentheim (VGB) nach Uelsen, wo es einen Anschluss an eine Regionalbuslinie in Richtung Emlichheim sowie Neuenhaus gibt. In Neuenhaus gibt es Anschlüsse an die Bahnlinie RB 56 über Nordhorn nach Bad Bentheim sowie an eine Regionalbuslinie in Richtung Nordhorn.